# Stara Wieś (Tokarnia)
Stara Wieś – część wsi Tokarnia w Polsce, położona w województwie świętokrzyskim, w powiecie kieleckim, w gminie Chęciny.
W latach 1975–1998 Stara Wieś administracyjnie należała do województwa kieleckiego.